# Алтинай
Алтина́й (рос. Алтынай) — селище у складі Сухолозького міського округу Свердловської області.
Населення — 1416 осіб (2010, 1484 у 2002).
Національний склад населення станом на 2002 рік: росіяни — 88 %.
До 1992 року селища мало статус селища міського типу.